# Eurostar-Neo
Der Eurostar-Neo ist ein Satellitenbus für geostationäre Kommunikationssatelliten. Hergestellt wird er vom Raumfahrtkonzern Airbus Defence and Space.

## Technische Daten
Der Satellitenbus wurde 2017 vorgestellt und ist eine Weiterentwicklung des Vorgängermodells Eurostar 3000e. Er soll in verschiedenen Ausführungen verfügbar sein; mit chemischem, hybridem oder rein elektrischem Antrieb. Des Weiteren soll er bis zu 25 Kilowatt elektrische Leistung generieren können.

## Satelliten
Bis Januar 2025 wurden zwölf bzw. 13 Satelliten auf Eurostar-Neo-Basis bestellt und sechs davon gestartet. Hot Bird 13F und 13G waren die ersten beiden Satelliten, die gestartet wurden. Danach folgte am 27. Mai 2023 BADR-8.
Stand der Liste: 3. Februar 2025
| Satellit              | Besteller  | Bestelljahr | Startdatum (UTC) | Trägerrakete     | NSSDC-ID  | Startgewicht | Anmerkungen          |
| --------------------- | ---------- | ----------- | ---------------- | ---------------- | --------- | ------------ | -------------------- |
| Eutelsat Hot Bird 13F | Eutelsat   | 2018        | 15. Oktober 2022 | Falcon 9 Block 5 | 2022-134A | 4500 kg      |                      |
| Eutelsat Hot Bird 13G | Eutelsat   | 2018        | 3. November 2022 | Falcon 9 Block 5 | 2022-146A | 4500 kg      |                      |
| Spainsat-NG 1         | Hisdesat   | 2019        | 30. Januar 2025  | Falcon 9 Block 5 | 2025-021A | 6100 kg      |                      |
| Spainsat-NG 2         | Hisdesat   | 2019        | noch unklar      |                  | -         | 6100 kg      | noch nicht gestartet |
| BADR-8                | Arabsat    | 2020        | 27. Mai 2023     | Falcon 9 Block 5 | 2023-075A | ~ 4500 kg    |                      |
| Skynet 6A             | UK MoD     | 2020        | 2026 (geplant)   | Falcon 9 Block 5 | -         |              | noch nicht gestartet |
| Thuraya 4             | Thuraya    | 2020        | 4. Januar 2025   | Falcon 9 Block 5 | 2025-001A |              |                      |
| Eutelsat 36D          | Eutelsat   | 2021        | 30. März 2024    | Falcon 9 Block 5 | 2024-059A | ~ 5000 kg    |                      |
| COMSATBw-3            | Bundeswehr | 2024        | unklar           |                  | -         | ~ 6000 kg    | noch nicht gestartet |
| COMSATBw-4            | Bundeswehr | 2024        | unklar           |                  | -         | ~ 6000 kg    | noch nicht gestartet |
| Al Yah 4              | YahSat     | 2024        | 2027 (geplant)   | Falcon 9 Block 5 | -         | 3795 kg      | noch nicht gestartet |
| Al Yah 5              | YahSat     | 2024        | 2028 (geplant)   | Falcon 9 Block 5 | -         | 3795 kg      | noch nicht gestartet |